# Oscar Cantoni

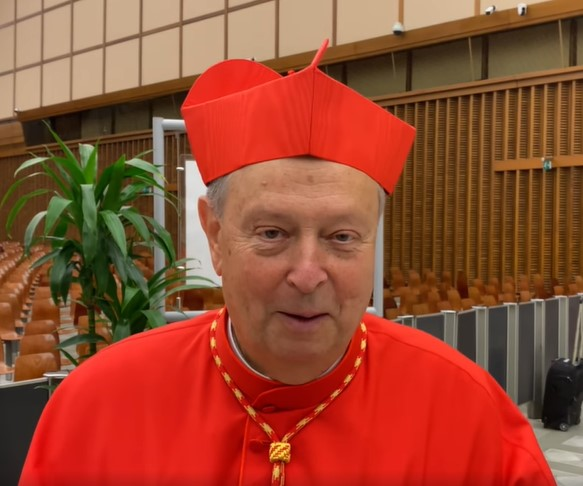
Oscar Kardinal Cantoni am Tage seiner Kreierung (27. August 2022)

Kardinalswappen

Oscar Kardinal Cantoni (* 1. September 1950 in Lenno, Provinz Como, Italien) ist ein italienischer Geistlicher und römisch-katholischer Bischof von Como.

## Leben
Oscar Cantoni empfing am 28. Juni 1975 durch den Bischof von Como, Teresio Ferraroni, das Sakrament der Priesterweihe. Ab 1990 wirkte er als Spiritual im bischöflichen Priesterseminar, 2003 wurde er zusätzlich Bischofsvikar für den Klerus im Bistum Como.
Am 25. Januar 2005 ernannte ihn Papst Johannes Paul II. zum Bischof von Crema. Der Bischof von Como, Alessandro Maggiolini, spendete ihm am 5. März desselben Jahres die Bischofsweihe; Mitkonsekratoren waren der Apostolische Nuntius in Italien, Erzbischof Paolo Romeo, und der emeritierte Bischof von Como, Teresio Ferraroni. Die Amtseinführung erfolgte am 19. März 2005.
Papst Franziskus ernannte ihn am 4. Oktober 2016 zum Bischof seiner Heimatdiözese Como. Die Amtseinführung fand am 27. November desselben Jahres statt.
Oscar Cantoni wurde 2010 von John Patrick Kardinal Foley, dem Kardinal–Großmeister des Ritterordens vom Heiligen Grab zu Jerusalem, zum Großoffizier des Päpstlichen Ritterordens ernannt und zum Großprior der italienischen Statthalterei Settentrionale berufen. Am 21. November 2010 wurde er in der Kathedrale Santa Maria Assunta in Crema in den Orden investiert.
Am 29. Mai 2022 gab Papst Franziskus bekannt, ihn am 27. August desselben Jahres zum Kardinal kreieren zu wollen. Papst Franziskus berief ihn am 13. Juli desselben Jahres zudem zum Mitglied des Dikasteriums für die Bischöfe. Im Konsistorium vom 27. August 2022 nahm ihn Papst Franziskus als Kardinalpriester mit der Titelkirche Santa Maria Regina Pacis a Monte Verde in das Kardinalskollegium auf. Die Besitzergreifung seiner Titelkirche fand am 8. Dezember 2022 statt.